# Steak haché

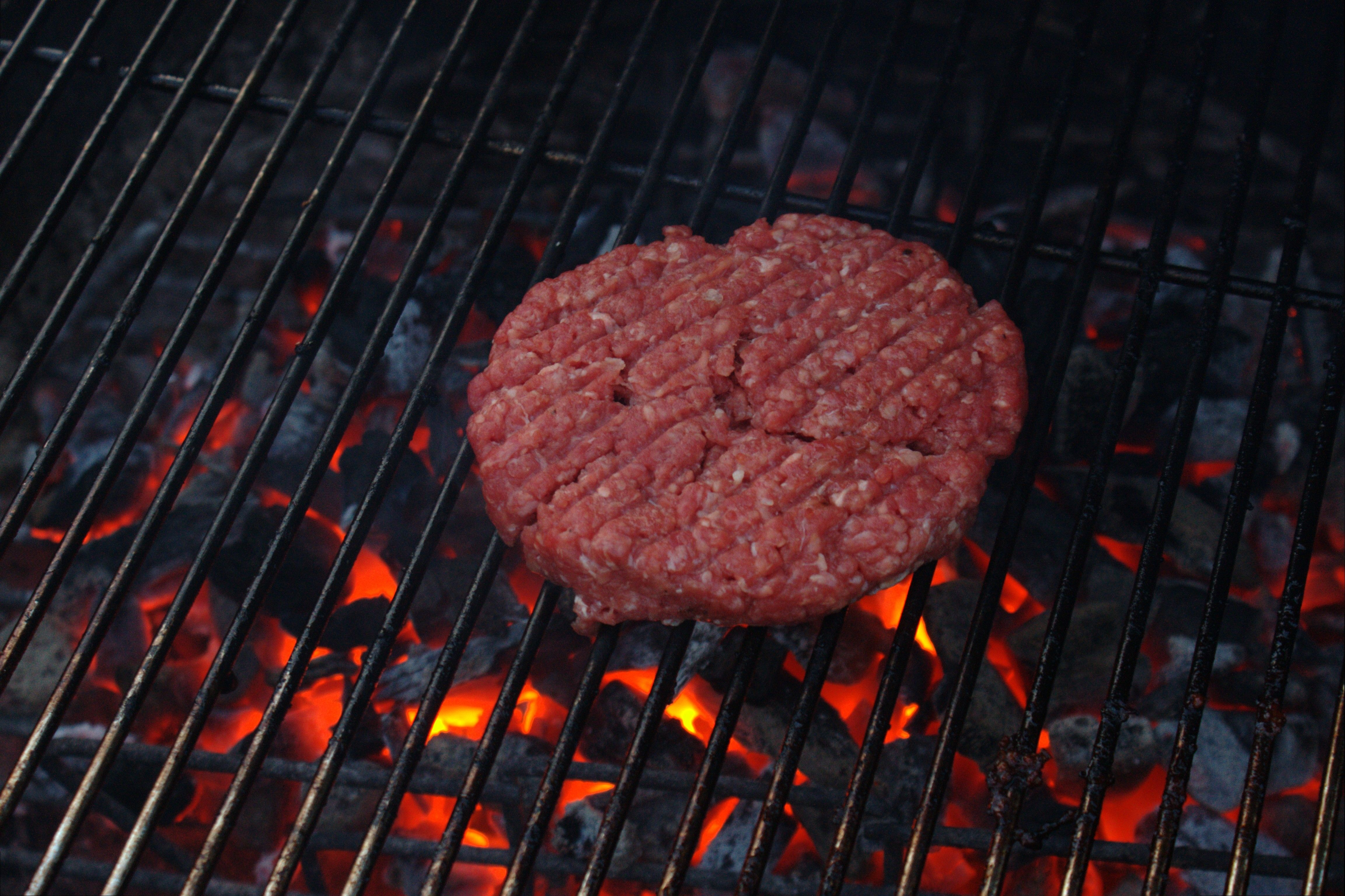
Steak haché en cuisson au barbecue.

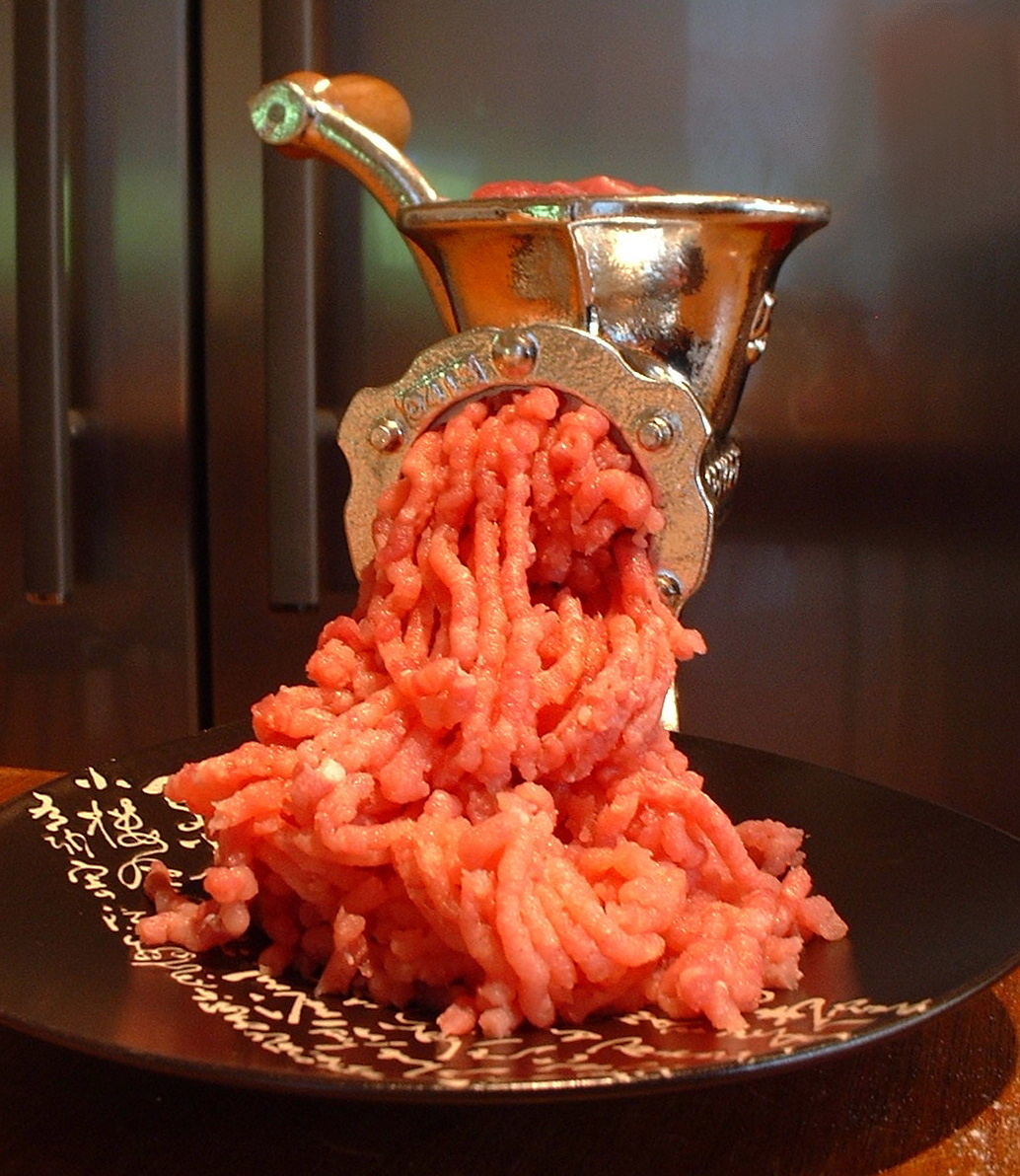
Hachoir à viande en opération.

Un steak haché est une préparation à base de viande hachée, souvent conditionnée en forme de galette prête à la cuisson.

## Détails
Le règlement sanitaire français définit le steak haché comme de la viande de bœuf hachée ayant un rapport collagène (tissu conjonctif) sur protide de 15 % avec l'ajout d'au maximum 1 % de sel, à l'exclusion de tout autre élément. Il se présente sous la forme d’une galette. Le risque sanitaire est plus important lorsque la viande est hachée, car les bactéries qui peuvent être présentes à la surface du muscle entier se retrouvent au cœur de la préparation : la viande doit donc être conservée au froid et bien cuite. Si la viande est destinée à être consommée crue (steak tartare), il est préférable de hacher de la viande fraîche au dernier moment.
La réglementation française établit différentes classes de steaks hachés, contenant entre 5 et 20 % de matière grasse.
Dans le domaine de la restauration rapide, on utilise un steak haché à 20 % de gras ; la matière grasse est ajoutée à la viande afin de réduire les coûts. Les grands groupes de restauration rapide n'ajoutent pas de matière grasse lors de la cuisson au gril. 
Il ne faut pas confondre le steak haché avec les préparations alimentaires à base de viande hachée vendues sous diverses appellations telles que «  hamburger », « extra moelleux » ou « spécial à l’oignon ». Ces préparations alimentaires contiennent rarement plus du minimum légal de 51 % de viande hachée. La viande hachée contenue dans la préparation peut elle-même contenir 20 % de matière grasse, ce qui exprimé sur la masse totale du produit 10 % de gras d'origine animale, 41 % de viande et 49 % autres. Les 49 % d'autres ingrédients ajoutés peuvent être extrêmement divers : fibres de pousse de bambou, fécule de pomme de terre, qui apportent de la consistance ; protéines de pois, de soja ; sel ; arômes, café, chicorée ; colorants (carmin de cochenille, betterave rouge déshydratée) ; antioxydants (E300, E301, E330) ; conservateurs (E202, E262).
La norme française est très éloignée de la réglementation américaine, qui autorise la glu rose, constituée d'un amalgame d’extraits des carcasses de viande et des tissus provenant de la découpe de bœuf maigre. De ce fait, un « steak haché » correspondant à la norme américaine pourrait tout au plus prétendre au titre de « préparation à base de viande » en France.

## Cuisson
|           |  |            |
| Steak cru |  | Steak cuit |

La plupart des steaks hachés congelés sous forme de galettes présentent une face plate (ou face lisse) et une face avec motif (face striée, face rayée). Il est conseillé de faire cuire la face striée en premier, puis la face lisse, et d'achever la cuisson sur la face striée.
Concernant la sécurité alimentaire, une note interministérielle fournit des recommandations relatives à la cuisson de steaks hachés dans le cadre de la prévention des infections dues à la bactérie Escherichia coli O157:H7 pour les professionnels de la restauration collective. Cette note recommande, pour les consommateurs sensibles, de cuire « à cœur » les steaks hachés à 65 °C, température suffisante à la destruction de la bactérie.
Cela étant, de nombreux pays, comme les États-Unis, le Canada, le Royaume-Uni ou la Belgique, des organisations internationales, l'OMS et des grands noms de la restauration rapide préconisent une température comprise entre 69 et 71 °C. Mais, surtout, il est important de se munir d'un thermomètre, car la couleur du steak haché n'est pas un indicateur fiable de la cuisson. Ces remarques s'appliquent aussi aux autres préparations à base de viande hachée.

## Marché
En 2009, 242 000 tonnes de steaks hachés ont été vendues en France, dont plus de la moitié sous forme surgelée. Chaque année, les Français en mangent 42 en moyenne, le steak haché représentant 25 % de la consommation de viande de bœuf en France.

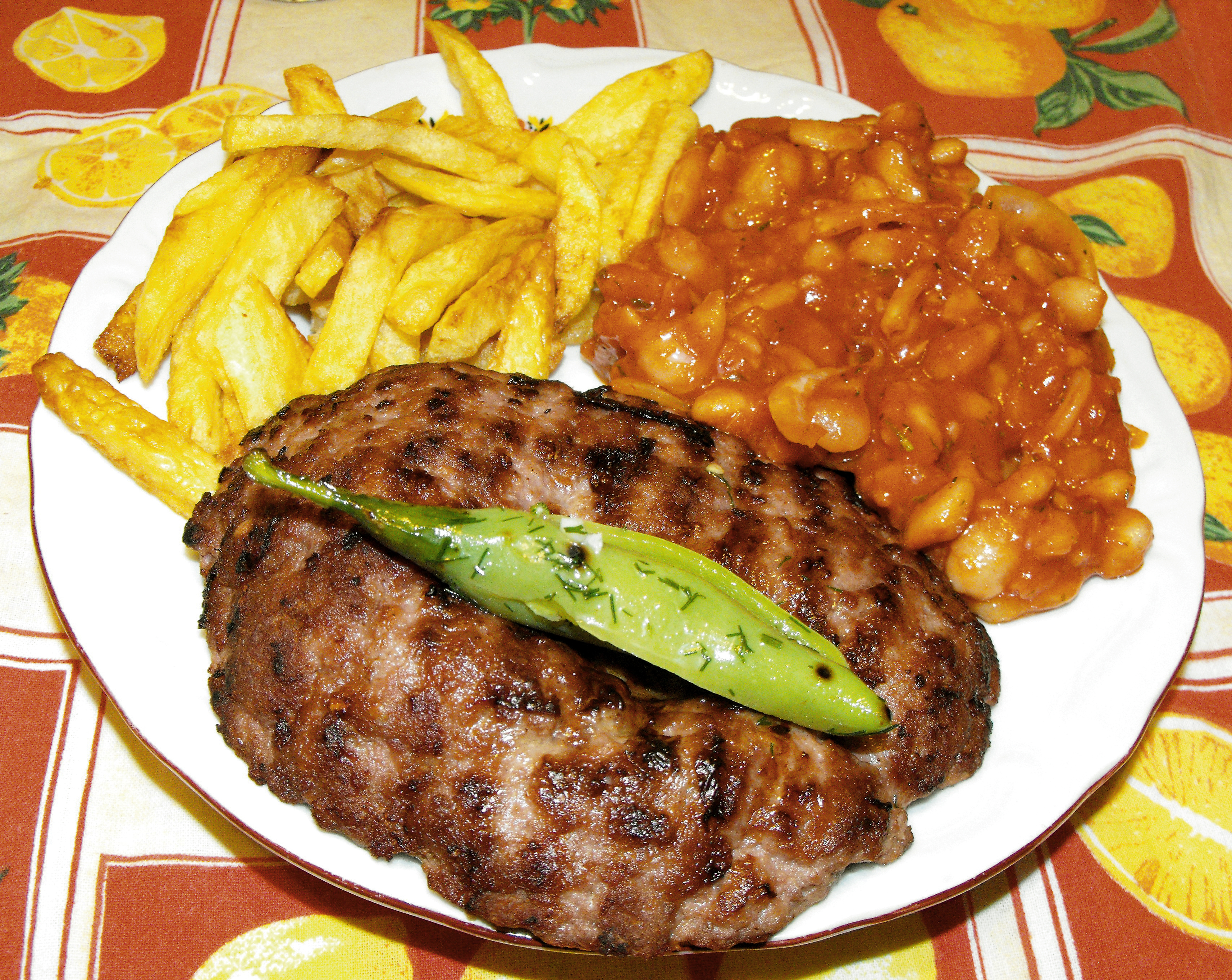
Pljeskavica.

## Aspect sanitaire
S'agissant d'un produit manufacturé, le risque de contamination bactérienne est plus important, imposant des normes d'hygiène rigoureuses. la consommation de viandes contaminées a pu, en particulier, causer un syndrome hémolytique et urémique.
Les steak hachés peuvent contenir des pourcentages variables de lipides (graisses), de 5 à 20%, selon les morceaux. La teneur  en lipides est indiquée sur les emballages.